# Coppa J.League 2012
La J.League Cup 2012 (2012年のJリーグカップ?), denominata Coppa Yamazaki Nabisco per ragioni di sponsorizzazione, è stata la ventesima edizione della Coppa di Lega nipponica di calcio. È stata vinta dai Kashima Antlers.

## Formula
Il regolamento prevedeva una prima fase a gironi a cui prendono parte tutte le squadre della J.League Division 1, ad eccezione dei quattro club qualificatisi in AFC Champions League, che presero parte alla competizione a partire dai quarti di finale.
La vincitrice si qualificava alla Coppa Suruga Bank 2013.

## Risultati

### Fase a gruppi

#### Gruppo A
| Arbitro: | Okabe |

|            |           |  |
| Nagata 49’ | Marcatori |  |

| Arbitro: | Tojo |

|                    |           |            |
| Okada 53’ Noda 65’ | Marcatori | 78’ Yajima |

| Arbitro: | Kimura |

|                        |           |                |
| Matsuura 59’ Maeda 88’ | Marcatori | 38’ Branquinho |

| Arbitro: | Yoshida |

|                           |           |  |
| Matsushita 51’ Kakuda 62’ | Marcatori |  |

| Arbitro: | Ogiya |

|                                                 |           |                                                     |
| Maeda 7’ Chiyotanda 57’ Matsuura 77’ Yamada 82’ | Marcatori | 34’ Kojima 45+1’ (aut.) Rodrigo Souto 79’ Takahashi |

| Arbitro: | Iida |

|          |           |          |
| Satō 85’ | Marcatori | 58’ Jeci |

| Arbitro: | Matsuo |

|                                  |           |          |
| Tasaka 45+1’ Kobayashi 45+3’ 57’ | Marcatori | 90’ Muto |

| Arbitro: | Tōjō |

|            |           |  |
| Yamada 85’ | Marcatori |  |

| Arbitro: | Sato |

|            |           |                                                    |
| Yajima 42’ | Marcatori | 11’ Kiyotake 45’ Fujimoto 49’ Branquinho 81’ Bando |

| Arbitro: | Murakami |

|  |           |                              |
|  | Marcatori | 32’ Kashiwagi 57’ 82’ Ugajin |

| Arbitro: | Okabe |

|                          |           |          |
| Branquinho 27’ Kim 90+5’ | Marcatori | 30’ Satō |

| Arbitro: | Sato |

|                              |           |                         |
| Inuzuka 12’ 65’ Hayasaka 62’ | Marcatori | 52’ Matsuoka 88’ Yamada |

| Arbitro: | Fukushima |

|                             |           |                            |
| Kempes 47’ Kakitani 58’ 86’ | Marcatori | 30’ Kusukami 68’ Renatinho |

| Arbitro: | Tojo |

|             |           |                             |
| Shimizu 24’ | Marcatori | 56’ 76’ Nakahara 65’ Wilson |

| Arbitro: | Kimura |

|                         |           |                      |
| Toyoda 52’ Mizunuma 80’ | Marcatori | 77’ Márcio Richardes |

| Arbitro: | Imamura |

|           |           |  |
| Ryang 63’ | Marcatori |  |

| Arbitro: | Iida |

|  |           |              |
|  | Marcatori | 25’ Yamazaki |

| Arbitro: | Murakami |

|                                                     |           |              |
| Morisaki 45+3’ 90’ Satō 55’ (rig.) Ishihara 78’ 82’ | Marcatori | 63’ Mizunuma |

| Arbitro: | Kimura |

|                                             |           |  |
| Ota 23’ Wilson 56’ Akamine 69’ Watanabe 80’ | Marcatori |  |

| Arbitro: | Fukushima |

|                                    |           |  |
| Despotović 43’ Noda 62’ Yajima 80’ | Marcatori |  |

| Arbitro: | Tojo |

|                                                            |           |  |
| Ogihara 24’ Kim 45+4’ (rig.) Kakitani 55’ 71’ Fujimoto 90’ | Marcatori |  |

##### Classifica
| Pos. | Squadra             | Pt | G | V | N | P | GF | GS | DR |
| ---- | ------------------- | -- | - | - | - | - | -- | -- | -- |
| 1.   | Cerezo Osaka        | 12 | 6 | 4 | 0 | 3 | 15 | 7  | +8 |
| 2.   | Vegalta Sendai      | 12 | 6 | 4 | 0 | 3 | 11 | 5  | +6 |
| 3.   | Júbilo Iwata        | 12 | 6 | 4 | 0 | 3 | 10 | 11 | -1 |
| 4.   | Urawa Reds          | 9  | 6 | 3 | 0 | 3 | 12 | 10 | +2 |
| 5.   | Sagan Tosu          | 9  | 6 | 3 | 0 | 3 | 8  | 16 | -8 |
| 6.   | Sanfrecce Hiroshima | 4  | 6 | 1 | 1 | 4 | 8  | 11 | -5 |
| 7.   | Kawasaki Frontale   | 4  | 6 | 1 | 1 | 4 | 7  | 11 | -4 |

#### Gruppo B
| Arbitro: | Nakamura |

|  |           |             |
|  | Marcatori | 49’ Mineiro |

| Arbitro: | Matsuo |

|                      |           |  |
| Osako 20’ Endo 45+1’ | Marcatori |  |

| Arbitro: | Yoshida |

|               |           |           |
| Carlinhos 15’ | Marcatori | 84’ Saitō |

| Arbitro: | Murakami |

|            |           |  |
| Koroki 31’ | Marcatori |  |

| Arbitro: | Iemoto |

|               |           |  |
| Kobayashi 16’ | Marcatori |  |

| Arbitro: | Fukushima |

|               |           |                        |
| Matsumoto 68’ | Marcatori | 6’ Ōshima 45+2’ Sakaki |

| Arbitro: | Okabe |

|            |           |                           |
| Sakaki 16’ | Marcatori | 85’ Juninho 90+4’ Okamoto |

| Arbitro: | Yoshida |

|           |           |  |
| Hirai 27’ | Marcatori |  |

| Arbitro: | Kimura |

|             |           |  |
| Brosque 76’ | Marcatori |  |

| Arbitro: | Yoshida |

|         |           |           |
| Kim 53’ | Marcatori | 88’ Maeda |

| Arbitro: | Fukushima |

|               |           |                          |
| Matsumura 64’ | Marcatori | 55’ Kobayashi 83’ Takagi |

| Arbitro: | Iemoto |

|                               |           |                      |
| Hyodo 36’ Saitō 83’ Oguro 86’ | Marcatori | 58’ Endo 68’ Juninho |

| Arbitro: | Yoshida |

|  |           |                                         |
|  | Marcatori | 2’ Kawai 5’ Lee 57’ Ishige 78’ Sugiyama |

| Saitama 6 giugno 2012, ore 19:00 UTC+9     | Omiya Ardija | 1 – 0 | Vissel Kōbe | NACK5 Stadium Omiya (4.204 spett.) |
| \| \| \| \| \| Aoki 31’ \| Marcatori \| \| |              |       |             |                                    |
|                                            |              |       |             |                                    |
| Aoki 31’                                   | Marcatori    |       |             |                                    |

| Arbitro: | Sato |

|  |           |           |
|  | Marcatori | 86’ Osako |

| Yokohama 9 giugno 2012, ore 13:00 UTC+9 | Yokohama F·Marinos | 0 – 0 | Albirex Niigata | International Stadium Yokohama (5.345 spett.)\| Arbitro: \| Yamamoto \| |
| Arbitro:                                | Yamamoto           |       |                 |                                                                         |

| Arbitro: | Nishimura |

|                                           |           |              |
| Hiraoka 41’ Omae 72’ (rig.) Shirasaki 88’ | Marcatori | 36’ Hasegawa |

| Arbitro: | Matsumura |

|               |           |                       |
| Ōkubo 12’ 21’ | Marcatori | 35’ Sakai 38’ Okamoto |

| Arbitro: | Iemoto |

|                      |           |         |
| Osako 75’ 90’ (rig.) | Marcatori | 14’ Ito |

| Arbitro: | Yoshida |

|                                       |           |                              |
| Kogure 62’ Hirai 73’ Suzuki 90’ 90+4’ | Marcatori | 15’ 49’ Shimizu 40’ Watanabe |

| Arbitro: | Antonio Arias |

|                           |           |                   |
| Komoto 9’ 87’ Morioka 40’ | Marcatori | 37’ Ono 80’ Kanai |

##### Classifica
| Pos. | Squadra            | Pt | G | V | N | P | GF | GS | DR |
| ---- | ------------------ | -- | - | - | - | - | -- | -- | -- |
| 1.   | Shimizu S-Pulse    | 15 | 6 | 5 | 0 | 1 | 12 | 4  | +8 |
| 2.   | Kashima Antlers    | 15 | 6 | 5 | 0 | 1 | 10 | 5  | +5 |
| 3.   | Albirex Niigata    | 10 | 6 | 3 | 1 | 2 | 6  | 5  | +1 |
| 4.   | Yokohama F·Marinos | 5  | 6 | 1 | 2 | 3 | 7  | 9  | -2 |
| 5.   | Omiya Ardija       | 5  | 6 | 1 | 2 | 3 | 7  | 10 | -3 |
| 6.   | Consadole Sapporo  | 5  | 6 | 1 | 2 | 3 | 6  | 11 | -5 |
| 7.   | Vissel Kōbe        | 4  | 6 | 1 | 1 | 4 | 6  | 10 | -4 |

### Fase a eliminazione diretta

#### Quarti di finale

##### Andata
| Arbitro: | Friend |

|                        |           |              |
| Iwamasa 22’ Koroki 25’ | Marcatori | 33’ Kakitani |

| Arbitro: | Deadman |

|                       |           |                           |
| Tamura 32’ Wilson 50’ | Marcatori | 16’ Watanabe 30’ Ishikawa |

| Arbitro: | Tojo |

|  |           |             |
|  | Marcatori | 77’ Yoshida |

| Arbitro: | Yoshida |

|          |           |                                      |
| Niwa 83’ | Marcatori | 47’ Kudo 76’ 90+5’ Leandro Domingues |

##### Ritorno
| Arbitro: | Iida |

|                                |           |          |
| Leandro Domingues 17’ Kudo 60’ | Marcatori | 30’ Sato |

| Arbitro: | Murakami |

|  |           |                                    |
|  | Marcatori | 28’ Dutra 63’ Koroki 70’ Shibasaki |

| Arbitro: | Ogiya |

|                             |           |  |
| Ishikawa 81’ Watanabe 90+3’ | Marcatori |  |

| Arbitro: | Sato |

|                            |           |                                                      |
| Tulio 54’ Fujimoto 76’ 87’ | Marcatori | 42’ Brosque 69’ Jymmy Franca 88’ Senuma 90+3’ Takagi |

#### Semifinali

##### Andata
| Arbitro: | Yoshida |

|                               |           |                     |
| Kajiyama 35’ Lucas 80’ (rig.) | Marcatori | 23’ (aut.) Tokunaga |

| Arbitro: | Matsuo |

|                         |           |                                  |
| Osako 7’ 69’ Renato 36’ | Marcatori | 35’ Barada 62’ Leandro Domingues |

##### Ritorno
| Arbitro: | Ogiya |

|                           |           |  |
| Omae 26’ 63’ 90+6’ (rig.) | Marcatori |  |

| Arbitro: | Nishimura |

|                                    |           |                     |
| Jorge Wagner 37’ Neto Baiano 90+4’ | Marcatori | 12’ Dutra 24’ Osako |

#### Finale
| Arbitro: | Iemoto |

|                 |           |                          |
| Omae 77’ (rig.) | Marcatori | 73’ (rig.) 93’ Shibasaki |